# 阿什顿 (南达科他州)
阿什顿（英語：Ashton），是美国南达科他州下属的一座城市。根据2010年美国人口普查，该市有人口122人。论人口在本州排行第218。